# إنريكو بارني
إنريكو بارني (بالإسبانية: Érico Ricardo Barney) هو منافس ألعاب قوى أرجنتيني، ولد في 10 مايو 1941 في اوبيرا في الأرجنتين.

## وصلات خارجية
- إنريكو بارني على موقع أوليمبيديا (الإنجليزية)